# Giustificazione (teologia)
Nella teologia cristiana la questione riguardante la giustificazione parte dal presupposto biblico che la creatura umana non è, nella sua attuale condizione, "a posto", "in linea", "giusta", rispetto ai criteri di giustizia stabiliti e rivelati da Dio stesso, perché essa è caratterizzata dal peccato. La creatura umana, così come essa si trova, non è "accettabile" agli occhi di Dio. Ci si pone quindi il problema di come essa possa tornare a diventare giusta di fronte a Dio, come essa possa essere "riabilitata".
La risposta a questa domanda nasce dalla Bibbia e va cercata e trovata nella Bibbia stessa, considerata dai cristiani regola ultima della fede e della condotta, in quanto Parola di Dio. Il perché lo indica il Genesi, cap. 3. San Paolo ne parla sia pur genericamente nella prima lettera ai Corinzi, in cui afferma che i peccatori non erediteranno il Regno dei cieli se non per mezzo della giustificazione, accettando Cristo che ci ha redenti.
Nel corso della storia della Chiesa, questo tema è stato ampiamente dibattuto, specialmente nella Chiesa occidentale (in oriente non ha mai avuto particolare rilievo), a partire soprattutto da Agostino di Ippona e dal suo antagonista Pelagio, ed anche come effetto della mentalità latina più portata ad una visione giuridica delle cose, fede compresa.
In particolare nella controversia protestante la dottrina della giustificazione è vista come fondamentale per il carattere del Cristianesimo come religione di grazia e di fede, per la propria salvezza.  Martin Lutero, ex monaco agostiniano (che riteneva alquanto pelagiana la Chiesa istituzionale), definisce questa dottrina articulus stantis vel cadentis ecclesiae, tanto che una Chiesa che la rinneghi nella forma o nella sostanza potrebbe a malapena definirsi cristiana.
Questa dottrina:
- Definisce il significato salvifico della vita e della morte di Cristo collegando alla Legge di Dio (Romani 3:24ss; 5:16ss.).
- Manifesta la giustizia di Dio nel condannare e punire il peccato, la Sua misericordia nel perdonare ed accogliere i peccatori, e la Sua sapienza nell'esercizio armonioso di entrambi gli attributi (giustizia e misericordia) attraverso il Cristo/Messia ebraico (Romani 3:23ss.), jnteso come Redentore universale.
- Rende chiaro che cosa sia la fede, cioè l'affidarsi fiduciosi alla morte espiatrice e alla risurrezione giustificante di Cristo (Romani 4:23ss; 10:8ss.), e fiducia in Lui solo per la giustizia (Filippesi 3:8,9).
- Rende chiaro che cosa sia la morale cristiana: l'osservanza della Legge di Dio per gratitudine verso il Salvatore, rendendo superflua l'osservanza meritoria della legge da parte nostra per essere accolti da Dio (Romani 7:1-6; 12:1,2).
- Spiega ogni accenno, profezia e caso di salvezza nell'Antico Testamento (Romani 1:17; 3:21; 4:1ss).
- Sovverte l'esclusivismo israelita (Galati 2:15) e fornisce la base su cui la fede cristiana diventa una religione per il mondo (Romani 1:16; 3:29,30).

Gran parte dei problemi che lo concernono sono di carattere etimologico. Il verbo latino justificare da cui deriva questo termine ha indubbiamente un carattere "forense", connota cioè un tribunale che dichiara un imputato "innocente", vale a dire "che non ha commesso il fatto". Se il carattere del termine è "forense", ci si pone quindi il problema su che base questo "tribunale" lo dichiari giusto, in particolare:
- Lo è di fatto?
- È stato reso, fatto, giusto? Oppure viene dichiarato giusto come se lo fosse veramente, ma di fatto non lo è?
- Il termine "giustificazione" va preso, però, solo nel suo significato etimologico, cioè "rendere giusto"?

## La dottrina della giustificazione nel Nuovo Testamento
La dottrina della giustificazione è chiaramente adombrata nei vangeli, che parlano più di salvezza, ma è portata a compimento dall'apostolo Paolo, particolarmente nelle sue epistole ai Romani ed ai Galati. Qui la giustificazione del peccatore è presentata come risultato e compimento dell'opera di Cristo, quando la creatura umana si rapporta con Lui ravvedendosi dai suoi peccati ed affidandosi alla Sua opera. Dio, allora, nella Sua misericordia tratta il peccatore come se fosse giusto.

## Significato di giustificazione
Il significato biblico di "giustificazione" (in ebraico יכח yâkach; in greco δικαιόω dikaioō) è quello di dichiarare, accettare e trattare come giusti - cioè, da un lato non penalmente perseguibili e, dall'altro, aventi titolo a tutti i privilegi che possiedono - coloro che osservano la legge di Dio. Si tratta quindi di un termine giuridico, forense, denotante un atto amministrativo della legge - in questo caso, un verdetto di non colpevolezza, escludendo quindi ogni possibilità di condanna.
La giustificazione, così, risolve, stabilisce, lo statuto, la condizione legale della persona giustificata (vedi Deuteronomio 25,1; Proverbi 17,15; Romani 8,33-34. In Isaia 43,9-26), "essere giustificato" significa "ricevere il verdetto".
L'azione giustificante del Creatore, che è il sovrano Giudice del mondo, è sia una sentenza che un decreto esecutivo: Dio giustifica, in primo luogo, raggiungendo il suo verdetto e poi, con azione sovrana, pubblica il verdetto ed assicura alla persona giustificata i diritti ai quali ha titolo. Per esempio, ciò che implica Isaia 45:25 e 50:8 è, specificatamente, una serie di eventi che pubblicamente stabiliranno i diritti di coloro che Dio considera giusti.
Il termine 'giustificazione' viene usato pure in contesti non forensici. Si dice, così, che le creature umane giustificano Dio quando confessano la Sua giustizia (Luca 7,29; Romani 3,4 = Salmo 51,4 "...perciò sei giusto quando parli, e irreprensibile quando giudichi"), come pure quando dichiarano di essere giuste (Giobbe 32,2; Luca 10,29; 16,15). La forma passiva di questo verbo è generalmente usata quando dichiarano che i fatti rivendicano la loro giustizia contro sospetto, critica e sfiducia (Matteo 11,19; Luca 7,35; 1 Timoteo 3,6).
Giacomo evidenzia come la prova che Dio accetta una persona come giusta sono i fatti, la fede vivente, le opere, che manifesta nella sua vita: ("Abramo, nostro padre, non fu forse giustificato per le opere quando offrì suo figlio Isacco sull'altare? (...) Dunque vedete che l'uomo è giustificato per opere, e non per fede soltanto. E così Raab, la prostituta, non fu anche lei giustificata per le opere quando accolse gli inviati e li fece ripartire per un'altra strada?" 1,21.24-25). Ciò che afferma Giacomo non contraddice ciò su cui insiste Paolo, quando afferma che siamo giustificati per fede (Romani 3,28; 4,1-5), ma integra le sue affermazioni. Giacomo stesso cita Genesi 15,6 "Egli credette al SIGNORE, che gli contò questo come giustizia") esattamente per la stessa ragione per la quale lo fa Paolo, per mostrare come è stata la fede ad assicurare ad Abramo l'accoglimento della sua persona come giusta (vs. 23; cfr. Romani 4,3ss; Galati 3,6ss). La giustificazione che sta a cuore a Giacomo non è l'accoglienza originale del credente da parte di Dio, ma le evidenze, le prove, le conseguenze, che la sua professione di fede manifestano nella sua vita, che la sua fede è autentica. È nella terminologia, non nel pensiero, che Giacomo differisce da Paolo.
Non c'è alcuna base lessicale che appoggi la concezione di Crisostomo, Agostino di Ippona ed altri dopo di loro, che "giustificare" significhi, o connoti, come parte del suo significato: "rendere giusto" (per un rinnovamento spirituale soggettivo). La concezione tridentina di giustificazione "Essa non è solo remissione dei peccati, ma anche santificazione e rinnovamento dell'uomo interiore (attraverso l'accettazione volontaria della grazia e dei doni), per cui l'uomo da ingiusto diviene giusto, e da nemico amico, così da essere erede secondo la speranza della vita eterna" è contestabile (Vedi qui il testo).

## La dottrina paolina della giustificazione
Il contesto della dottrina di Paolo sulla giustificazione era la persuasione israelita (accolta da tutti nel suo tempo) che sarebbe giunto un Giorno del giudizio in cui Dio avrebbe condannato e punito tutti coloro che avessero infranto le Sue leggi. Quel giorno avrebbe determinato il destino del mondo attuale ed avrebbe aperto la via ad un nuovo mondo per coloro che Dio avrebbe giudicato degni.
Questa persuasione, derivata dalle aspettative profetiche di un "Giorno del Signore" (Amos 5:19ss, Isaia 2:10-22; 13:6-11; Geremia 46:10; Abdia 15; Sofonia 1:4-2:3 ecc.) e sviluppate durante il periodo intertestamentale sotto l'influenza dell'Apocalittica, era stata confermata da Cristo (Matteo 11:22ss; 12:36,27 ss.). Paolo afferma che Cristo stesso sarà Colui che Dio delegherà a "giudicare il mondo con giustizia" nel "giorno dell'ira e della rivelazione del giusto giudizio di Dio" (Atti 17:31; Romani 2:16). Questo, era indubbiamente ciò che Cristo aveva affermato (Giovanni 5:27 ss).
Paolo presenta questa dottrina del giudizio in Romani 2:5-16. Il principio del giudizio sarà "esatta retribuzione" ("Egli renderà a ciascuno secondo le sue opere" v. 6). Il criterio di giudizio sarà la legge di Dio (Romani 2:12,13; cfr. Esodo 23:7; 1 Re 8:32). La classe dei giusti, però, sarà del tutto priva di membri. Nessuno, infatti, può o potrà mai considerarsi giusto, perché tutti hanno peccato (Romani 3:8 ss). La prospettiva, quindi, è quella di una condanna universale, sia per gli israeliti che per i pagani, perché gli israeliti infrangono la legge non meno degli altri (Romani 2:17-27). Ogni essere umano è sottoposto all'ira di Dio e quindi è irreparabilmente condannato.
Contro questo sfondo pessimistico, esposto in Romani 1:8-3:20, Paolo proclama la giustificazione dei peccatori per grazia mediante la fede in Gesù Cristo, cioè indipendentemente da presunti meriti, demeriti o opere giuste (Romani 3:21 ss.). Questa giustificazione, sebbene collocata individualmente nel punto del tempo in cui una persona ripone la sua fede in questo annuncio (Romani 4:1; 5:1), è un atto di Dio, escatologico ed una volta per sempre, il giudizio finale proiettato nel presente. La sentenza giustificatrice, una volta pronunziata, è irrevocabile: "Tanto più dunque, essendo ora giustificati per il suo sangue, saremo per mezzo di lui salvati dall'ira" (Romani 5:9). Coloro che oggi così sono accolti, saranno sicuri per sempre. La verifica a cui dovranno essere sottoposti di fronte Cristo (Romani 14:10-12; 2 Corinzi 5:10) potrà privarli di certe ricompense (1 Corinzi 3:15), ma non dello statuto di giustificati. Cristo non metterà in questione il verdetto di giustificazione, ma lo dichiarerà, lo confermerà e lo metterà ad effetto.
La giustificazione comporta due aspetti. Da una parte significa il "perdono", la remissione e la non imputabilità di tutti i peccati, riconciliazione con Dio, la fine dell'inimicizia con Lui e dell'ira (Atti 13:39; Romani 4:6,7; 2 Corinzi 5:19; Romani 5:9ss). Dall'altro canto, significa il conferimento dello statuto di persona giusta ed il titolo a tutte le benedizioni promesse al giusto. Questo pensiero Paolo lo amplifica collegando la giustificazione all'adozione come figli di Dio ed eredi (Romani 8:14ss; Galati 4:4ss). Parte dell'eredità la ricevono subito con il dono dello Spirito Santo, per il quale Dio "suggella" coloro che credono (Efesini 1:13), pregustano la qualità della comunione con Dio che sarà compiuta nel mondo a venire e chiamata "vita eterna"). Ecco dunque un'altra realtà escatologica proiettata nel presente: passati all'esame del giudizio di Dio, il giustificato "entra in cielo" già su questa terra. Qui ed ora, quindi, la giustificazione comporta "vita" (Romani 5:18), sebbene sia solo una primizia della pienezza di vita e di gloria che costituisce "la speranza della giustizia" (Galati 5:5) promessa al giusto (Romani 2:7-10), a cui i figli giustificati di Dio possono aspirare (Romani 8:18 ss.).
Entrambi questi aspetti della giustificazione compaiono in Romani 5:1,2, dove Paolo afferma come la giustificazione, da un canto, comporti pace con Dio (perché il peccato è perdonato) e, d'altro canto, speranza della gloria di Dio (perché il credente è accolto come giusto). La giustificazione, quindi, significa la completa riabilitazione ai favori e privilegi di Dio, come pure completo perdono di tutti i peccati.

## Base della giustificazione
L'apostolo Paolo era particolarmente consapevole quanto la dottrina della giustificazione che presentava fosse sconcertante e paradossale: "A chi non opera ma crede in colui che giustifica l'empio, la sua fede è messa in conto come giustizia" (Romani 4:5), soprattutto per le affermazioni del tutto contrarie dell'Antico Testamento, ad es. "io non assolverò il malvagio" (Esodo 23:7, cfr. Isaia 5:23).
L'Antico Testamento insiste sul fatto che: "Il SIGNORE è giusto in tutte le sue vie" (Salmo 145:17); "tutte le sue vie sono giustizia. È un Dio fedele e senza iniquità. Egli è giusto e retto" (Deuteronomio 32:4; cfr. Sofonia 3:5). La stessa legge su ciò che è giusto e su ciò che è sbagliato, secondo la quale consiste la giustizia, ha il suo essere e fondamento in Dio. La Sua legge rivelata, "la legge è santa, e il comandamento è santo, giusto e buono" (Romani 7:12; cfr. Deuteronomio 4:8; Salmo 19:7-9), rispecchia il carattere di Dio, perché: "il SIGNORE è giusto; egli ama la giustizia; gli uomini retti contempleranno il suo volto" (Salmo 11:7; 33:5). Egli "odia" l'ingiustizia (Salmo 5:4-6; Isaia 61:8; zaccaria 8:17). Come giusto Giudice, Egli dichiara la Sua giustizia e "visita" con un giudizio retributivo l'idolatria, l'empietà, l'immoralità, e la condotta inumana dovunque si trovi nel mondo (Geremia 9:24; Salmo 9:5ss; Amos 1:3-3:2 ss.). "Dio è un giusto giudice, un Dio che si sdegna ogni giorno." (Salmo 7:11). Non c'è malvagio che Gli sfugga (Salmo 94:7-9); "Colui che pesa i cuori non lo vede forse? Colui che veglia su di te non lo sa forse? E non renderà egli a ciascuno secondo le sue opere?" (Salmo 24:12). Dio odia il peccato ed è "costretto" per la Sua stessa natura a riversare la Sua ira su coloro che in modo compiacente la disattendono (cfr. Isaia 1:24; Geremia 6:11; 30:23,24; Ezechiele 5:13ss; Deuteronomio 28:63). Questi ed altri riferimenti rendono del tutto inconcepibile che Iddio possa mai "giustificare l'empio".
Paolo, però, per così dire "prende il toro per le corna" ed afferma, non semplicemente che Dio fa proprio questo, ma che lo fa in modo tale da "...dimostrare la sua giustizia, avendo usato tolleranza verso i peccati commessi in passato, al tempo della sua divina pazienza; e per dimostrare la sua giustizia nel tempo presente affinché egli sia giusto e giustifichi colui che ha fede in Gesù" (Romani 3:25,26). Questo punto è di cruciale importanza. Paolo dice che l'Evangelo che proclama l'apparente violazione della Sua giustizia da parte di Dio, in realtà è una rivelazione della Sua giustizia. Egli rende esplicita quale sia la giusta base sulla quale Dio perdona ed accetta coloro che credono prima e dopo il tempo di Cristo. Come può allora Dio dimostrarsi perfettamente giusto ed, al tempo stesso dichiarare giusti dei peccatori? È l'Evangelo a rivelarlo.
La tesi di Paolo è che Dio giustifica i peccatori su una giusta base, cioè che ciò che esige la legge di Dio è stato pienamente soddisfatto. La legge non è stata alterata, o sospesa, o ignorata, ma adempiuta da Gesù Cristo, che agisce in nome dei peccatori che si affidano a Lui. Cristo, infatti, servendo Dio in modo perfetto, perfettamente ha adempiuto la legge (cfr. Matteo 3:15), La Sua ubbidienza culmina nella Sua morte (Filippesi 2:8), "Cristo ci ha riscattati dalla maledizione della legge, essendo divenuto maledizione per noi (poiché sta scritto: «Maledetto chiunque è appeso al legno»)" (Galati 3:13), "..Dio lo ha prestabilito come sacrificio propiziatorio mediante la fede nel suo sangue, per dimostrare la sua giustizia" (Romani 3:25). È sulla base dell'ubbidienza di Cristo che Dio non imputa a coloro che credono il peccato ma la giustizia (Romani 4:2-8; 5:19). La giustizia di Dio (cioè che procede da Dio (cfr. Filippesi 3:19) è accordata loro come dono (Romani 1:17; 3:21,22; 5:17; cfr. 9:30; 10:3-10), cioè, essi ricevono il diritto di essere trattati dal divino Giudice non più come peccatori, ma come giusti. Essi diventano "la giustizia di Dio, in ed attraverso Colui che personalmente "non conobbe peccato", ma che, in loro rappresentanza "fu fatto peccato" (trattato come peccatore e così punito) al loro posto (2 Corinzi 5:21). I credenti, quindi, sono giusti (Romani 5:19) ed hanno giustizia di fronte a Dio per nessun altro motivo del fatto che Cristo, loro "capo" era giusto di fronte a Dio, ed essi sono uno con Lui, ne condividono lo statuto e l'accettazione. Dio li giustifica trasferendo a loro il verdetto che l'ubbidienza di Cristo ha meritato, non perché essi abbiano personalmente osservato la legge (il che sarebbe un falso giudizio) ma perché Dio li considera uniti a Colui che l'ha osservata in loro rappresentanza (e questo è un giusto giudizio).
Per Paolo l'unione con Cristo non è fantasia, ma fatto. La dottrina della giustizia imputata (o accreditata) è l'esposizione che Paolo fa del suo aspetto forense (vedi Romani 5:12 ss). La solidarietà fra Cristo ed il Suo popolo, sulla base dell'Alleanza è così la base oggettiva sulla quale i peccatori sono considerati giusti e giustamente giustificati per la giustizia del loro Salvatore.

## Fede e giustificazione
Paolo afferma, parlando di Gesù Cristo, che "Dio lo ha prestabilito come sacrificio propiziatorio mediante la fede [δια της πιστεως] nel suo sangue" (Romani 3:25) e "per mezzo della fede [εκ πιστεως]" (Romani 3:30). Il genitivo qui usato e la preposizione δια rappresentano la fede come causa strumentale per la quale Cristo e la Sua giustizia sono fatti propri; la preposizione εκ mostra come la fede sia l'occasione, e logicamente preceda, la nostra personale giustificazione. Paolo non dice e negherebbe che i credenti siano giustificati δια πιστιν, sulla base della fede. Se fosse la fede la base della giustificazione, essa diventerebbe di fatto un'opera meritoria, e l'Evangelo, quindi, un'altra versione della giustificazione sulla base di nostre opere meritorie. Paolo si oppone in ogni modo a questa dottrina come inconciliabile con la grazia e spiritualmente rovinosa (cfr. Romani 4:4; 11:6; Galati 4:21-5:12). Paolo considera la fede non in sé stessa come la nostra giustizia giustificatrice, ma come le nostre mani vuote tese che ricevono la giustizia di Cristo. In Abacuc 2:4 (citato da Romani 1:7 e Galati 3:11), Paolo trova che, implicito nella promessa che "il giusto viva" attraverso la sua fiduciosa lealtà verso Dio, l'affermazione più fondamentale che solo attraverso la fede una persona potrà essere considerata giusta da Dio, e quindi, aver titolo alla vita. L'apostolo usa pure Genesi 15:6 ("Egli credette al SIGNORE, che gli contò questo come giustizia") per provare l'identico punto (vedi Galati 3:6; Romani 4:3ss). La fede è una completa ed incondizionata fiducia nella promessa della grazia di Dio, ed essa è l'occasione ed il mezzo per la quale la giustizia gli è imputata (accreditata). Paolo qui parla del "metodo" per assicurarsi questa giustizia. Paolo è persuaso che nessun figlio di Adamo potrà mai diventare giusto agli occhi di Dio se non sulla base della giustizia dell'"ultimo Adamo", il secondo uomo rappresentativo (Romani 5:12-19), e questa giustizia è imputata ad una persona quando essa crede.

## La dottrina della giustificazione nella storia della Chiesa
La chiarezza dell'insegnamento paolino è sviluppata nel periodo patristico: Agostino di Ippona sembra, a prima vista, riaffermare la posizione paolina. In realtà egli fonde, combina assieme, l'immediatezza dell'atto della giustificazione con il processo susseguente di santificazione. Questa diventa la concezione prevalente durante il Medioevo ed è riaffermata da Tommaso d'Aquino, per il quale la grazia giustificante è una qualità sovrannaturale infusa nel cristiano come la speranza o l'amore, con la fede come suo preliminare e non come canale. La giustificazione non è più, quindi una condizione acquisita, ma un prodotto che si consegue tramite l'osservanza diligente dei sacramenti.

### Protestantesimo

#### Martin Lutero e la Riforma
Quando il Rinascimento fa riscoprire agli studiosi ed ai teologi il testo originale greco del Nuovo Testamento e mette nuovamente in risalto il significato dell'individuo, si apre così la strada al contributo più vitale di Martin Lutero alla teologia della Riforma protestante, la sua riscoperta, dopo un drammatico travaglio interiore, dell'enfasi posta dall'apostolo Paolo sul fatto che la giustificazione è un dono della misericordia di Dio, il quale mette a nostro carico, ci accredita, ci imputa, la giustizia di Cristo attraverso la fede, altrimenti impossibile da meritare a causa della natura umana rovinata dal peccato originale (teoria della depravazione totale), in quanto il trasgressore di un piccolo punto della legge, pur in possesso di un libero arbitrio mutilato (servo arbitrio), sarebbe trattato, senza fede, come il trasgressore maggiore. 
(Martin Lutero, Breviario)
Le opere sono possibili e utili solo se c'è la fede (e possono esserne il segno esteriore), che comunque basta alla giustificazione. In questo caso, il riformatore elogia chi le compie:
(M. Lutero, op. cit.)
La dottrina, dichiarata eretica, e l'opposizione tramite le 95 tesi alla vendita delle indulgenze promossa dal papato furono la causa della rottura dei protestanti con la Chiesa cattolica.
Lutero, come ex monaco agostianiano, è anche molto attento alla dottrina della grazia di Agostino, mentre è avverso alla concezione di Tommaso d'Aquino. I passi paolini da cui Lutero trasse inizialmente la sua teoria della giustificazione per sola fede, base del luteranesimo, sono i seguenti:
(Lettera ai Romani 3,23-24)
(Lettera ai Romani 3,28)
(Lettera ai Romani, 1, 16-17)
Lo colpirono particolarmente anche i passi che affermavano la stessa dottrina in altre lettere:
(Lettera agli Ebrei 10,38)
(Lettera ai Galati 3,11)
Tutti questi passi del Nuovo Testamento avevano origine in un versetto dell'Antico Testamento:
(Libro di Abacuc 2,2-4)
Altri passi biblici, anche se apparentemente contraddetti da altri (ad esempio la Lettera di Giacomo, per Lutero una "lettera di paglia" poiché breve e priva di cristologia secondo lui, pur non escludendola infine dal canone della Bibbia protestante; o certi passi della Lettera agli Efesini, o del discorso della montagna: si noti che per Lutero essi sono modelli di perfezione ma che l'uomo non può raggiungere senza grazia e fede a lui concessi, ossia trattasi di un modello ideale non conseguibile dalle sole forze umane), che riguardano secondo Lutero la giustificazione per sola fede sono diverse lettere paoline, uno del vangelo di Marco e un passo del vangelo di Giovanni; Lutero studiò e ricercò questi versetti e altri, per provare la teoria dedotta dai passi precedenti, per cui le opere sono solo complementari e non fondamentali come la fede, credendo di trovare nell'intera Bibbia la conferma della sua idea sulla giustificazione per sola fide:
(Lettera ai Romani 5,1)
(Lettera ai Romani 10,9)
(Lettera ai Galati 2,16)
(Lettera ai Galati 3,23-25)
(Lettera agli Efesini 2,8-9)
Gli ultimi due sono diretti discorsi di Gesù nei Vangeli:
(Marco 16,15-16)
(Giovanni 6,28-29)
Altri passi evangelici (come quelli dove Gesù promette la salvezza o effettua miracoli verso persone che hanno come solo merito l'avere fede) mostrano secondo i riformati la giustezza dell'enfasi paolina sulla virtù della fede come superiore alle opere, ad esempio:
(Matteo, 15,28)
(Marco, 10,51-52)
(Luca, 18,42)
(Marco 11,23)
(Luca, 17,6)
(Giovanni, 11,25-26)
E sul ruolo, di derivazione teologica agostiniana, della fede come dono gratuito e non merito umano (una dei passi utilizzati poi nel calvinismo per sostenere la doppia predestinazione):
(Giovanni, 6,44)
(Marco, 10, 24-27)
La frase latina che traduceva Ebrei 10, 38, «iustus autem meus ex fide vivit», abbreviata in «iustus ex fide vivit», divenne il pilastro delle professioni di fede riformate e dell'intero luteranesimo, definito da Lutero come articulus stantis vel cadentis ecclesiae ("articolo di fede per cui la Chiesa sta in piedi o cade").
Questo articolo fondamentale dei Riformatori conosciuto come sola fide (secondo dei cosiddetti cinque sola della Riforma), enunciato prima da Lutero, reiterato poi da Filippo Melantone, e più tardi da Giovanni Calvino, John Wesley e Charles H. Spurgeon, venne sottoposto ad anatema, come eresia, dalla Chiesa cattolica durante il Concilio di Trento, in favore della concezione medievale di ispirazione tomista in cui fede e opere vengono messe sullo stesso piano, e la sola fede non è ritenuta sufficiente senza adeguate opere, tramite i sacramenti  e i sacerdoti come intermediari.
Essa fu sancita tra i fondamenti della Riforma nel documento della Confessione augustana, preparato da Melantone: 
(Confessio augustana)
Per rassicurare il troppo scrupoloso, timoroso e preoccupato Melantone, Lutero gli avrebbe suggerito un paradosso che insiste sul valore della fede sulle opere: "pecca con vigore, e credi ancora più fortemente" (pecca fortiter et crede fortius), sullo stile del motto agostiniano ama e fa' ciò che vuoi.

#### Protestantesimo moderno
La Chiesa evangelica luterana in Italia riassume la posizione attualmente così 
Vista per lungo tempo come segno di distinzione del Protestantesimo, la Dottrina della giustificazione viene ormai confermata anche dalla Chiesa cattolica. Al riguardo, nel 1999, la Federazione luterana mondiale e la Chiesa cattolica-romana hanno sottoscritto una dichiarazione congiunta.»
Nella teologia protestante posteriore alla Riforma, il tema della giustificazione è trattato in modo vario. L'enfasi di base del Protestantesimo non è mai del tutto oscurata ma i calvinisti particolarmente sotto l'influenza della Teologia federale, insistono sulla contesa dottrina della giustificazione eterna, altri minimizzano la fede a spese della grazia o viceversa. Altri ancora la includono nella categoria più vasta della riconciliazione. Albrecht Ritschl insegna che è la comunità dei credenti ad essere oggetto della giustificazione, sollevando così la questione dell'interdipendenza di giustificazione, battesimo e Spirito Santo.

### Chiesa cattolica (concilio di Trento)

Andrés de Vega, De iustificatione doctrina universa, 1572

La giustificazione, nel Cattolicesimo post-tridentino, è un dono impartito, non una dichiarazione di non colpevolezza, una condizione che si realizza gradualmente, non un avvenimento conseguito una volta per tutte, all'inizio dell'esperienza cristiana, da parte del credente. Si contempla, come in Tommaso, una salvezza conseguita per meriti personali, nel senso di risposta alla grazia divina. In sostanza l'ortodossia cattolica distingue tra giustificazione e salvezza.
Al concilio di Trento si afferma che la giustificazione avviene per fede:
Tuttavia nessuno può presumere di essere automaticamente nel numero degli eletti:
Inoltre la giustificazione non viene separata dalla santificazione:

### Ecumenismo
Più recentemente Hans Küng ha sostenuto che le differenze fra la concezione cattolica e quella protestante sono largamente immaginarie e quindi è possibile una loro riconciliazione grazie all'ecumenismo. La maggioranza delle Chiese Luterane e la Chiesa Cattolica nel 1999 hanno redatto una "Dichiarazione congiunta sulla dottrina della giustificazione a tutti i cristiani ortodossi della terra e delle isole". Papa Benedetto XVI nel 2008 e papa Francesco nel 2016 hanno sostenuto la validità teorica della dottrina della giustificazione per fede, e le poste vaticane hanno emesso un francobollo commemorativo di Lutero e Melantone per i 500 anni della Riforma, sebbene tra le polemiche dei cattolici tradizionalisti.
La validità delle categorie forensi per esprimere il rapporto salvifico fra Dio e le creature umane è stato negata ampiamente da John Macquarrie, il quale sostiene che esse neghino la qualità personale di questo rapporto. L'autore considera la giustificazione "un termine arcaico" e, a suo dire, il suo significato sarebbe stato nel passato "largamente esagerato".
Il liberalismo teologico, infine, diffonde l'idea che l'atteggiamento che Dio oggi manifesta verso l'umanità è quello di affetto paterno generalizzato e che questo non sia condizionato da ciò che esigeva la Sua legge. Per questo l'interesse nella giustificazione dei peccatori da parte del Giudice divino è sostituito dal pensiero del perdono generoso e della riabilitazione che Dio accorderebbe come Padre a tutte le Sue creature.

### Revivalismo protestante
La Chiesa avventista del settimo giorno sorse nell'ambito dell'avventismo come un movimento di risveglio basato proprio sul messaggio della giustificazione per fede.